# Krzysztof Wielicki
Krzysztof Jerzy Wielicki (Szklarka Przygodzicka, 5 gennaio 1950) è un alpinista polacco.
Famoso soprattutto per aver compiuto la prima ascensione invernale di tre ottomila: l'Everest nel 1980 con Leszek Cichy (anche primo ottomila scalato d'inverno), il Kangchenjunga nel 1986 con Jerzy Kukuczka e il Lhotse nel 1988 in solitaria.), è anche il primo e unico alpinista ad aver scalato in solitaria un ottomila in inverno, nonché il quinto uomo ad aver salito tutti i quattordici ottomila, alcuni dei quali utilizzando ossigeno supplementare, tra il 1980 e il 1996.

## Biografia

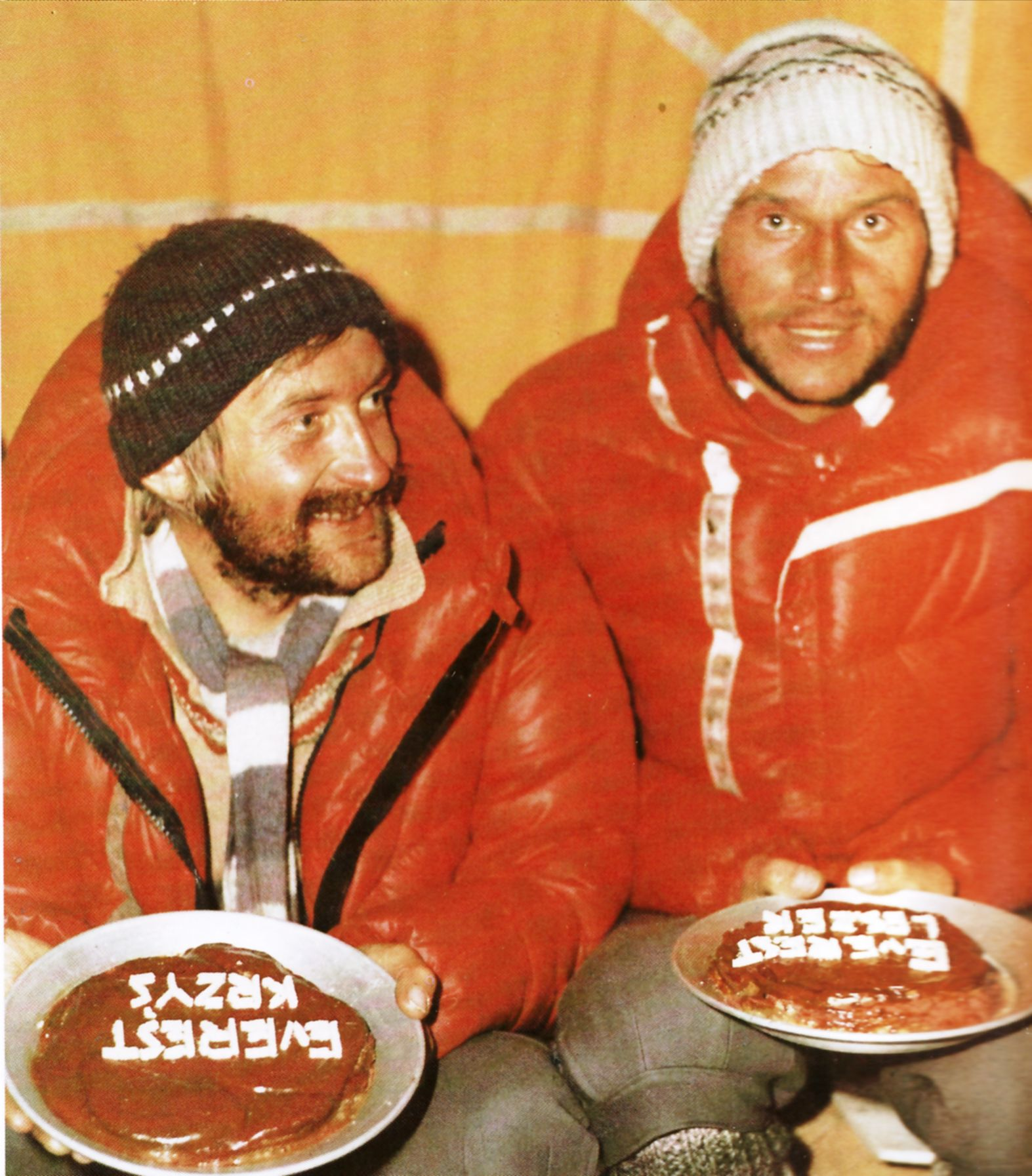
Wielicki e Cichy dopo la prima invernale dell'Everest, nel 1980

Ha cominciato a praticare l'alpinismo e a frequentare il club alpino polacco dopo essersi trasferito a Breslavia per seguire la facoltà di ingegneria elettronica. Nel 1972, grazie a uno scambio con gli studenti della Union nationale des centres sportifs de plein air di Chamonix, ha l'occasione di compiere diverse ascensioni in alta montagna. Questo gli permette di ottenere meriti all'interno del club alpino e quindi di essere assegnato a spedizioni all'estero, nel Caucaso, nell'Hindu Kush afgano, nel Pamir sovietico.
Nel 1980 prende parte alla spedizione polacca che intendeva effettuare la prima salita invernale di un ottomila, e in particolare dell'Everest, l'ottomila più alto. Il 17 febbraio, a un solo giorno dalla scadenza dei permessi, riesce nell'impresa con Leszek Cichy. È l'inizio di una lunga serie di spedizioni in Himalaya, sia come alpinista che come capo spedizione, che lo avrebbe portato a compiere la prima invernale di altri due ottomila, ad aprire nuove vie, e a completare nel 1996 la salita di tutti i quattordici gli ottomila, quinto uomo ad esserci riuscito dopo Reinhold Messner, Jerzy Kukuczka, Erhard Loretan e Carlos Carsolio.
Nel 2004 è stato incaricato di presiedere la giuria dell'edizione di quell'anno del Piolet d'Or. Nel 2013 ha guidato la spedizione invernale al Broad Peak che ha portato per la prima volta quattro alpinisti in vetta in inverno. La spedizione ha tuttavia subito il lutto della perdita di Maciej Berbeka e Tomasz Kowalski, dati per dispersi durante la discesa dalla cima.

## Ottomila
Nella seguente tabella sono elencate tutte le salite degli ottomila, compresi i tentativi falliti.
| #  | Ottomila      | Data              | Descrizione |
| -- | ------------- | ----------------- | --- |
| 1  | Everest       | 17 febbraio 1980  | Prima ascensione invernale con Leszek Cichy, per la via normale per il Colle Sud e la cresta sud-est. Si è trattato del prima ottomila ad essere salito d'inverno. La spedizione era guidata da Andrzej Zawada e fu utilizzato ossigeno supplementare. |
| 2  | Broad Peak    | 14 luglio 1984    | Salita e discesa dal campo base nel tempo record di 22 ore. |
| 3  | Manaslu       | 20 ottobre 1984   | Nuova via sulla parete sud-est con Aleksander Lwow. |
| 4  | Kangchenjunga | 11 gennaio 1986   | Prima ascensione invernale con Jerzy Kukuczka. Non furono utilizzati né ossigeno supplementare né portatori d'alta quota. |
| 5  | Makalu        | 1986              | Salita con Marcel Rüedi. Rüedi perse la vita nella discesa. |
|    | Annapurna     | 1987              | Non raggiunge la vetta, ma fa parte della spedizione che il 3 febbraio, con Jerzy Kukuczka e Artur Hajzer, compie la prima ascensione invernale dell'Annapurna.                                                                                        |
|    | Lhotse        | 1987              | Tentativo fallito di una spedizione polacca, guidata da Wielicki, dell'allora inviolata parete sud. Viene raggiunta la cresta sommitale oltre gli ottomila metri, ma gli alpinisti sono poi fermati da forti venti.                                    |
| 6  | Lhotse        | 31 dicembre 1988  | Prima ascensione invernale, dal campo 3 a 7.400 metri in solitaria e senza ossigeno supplementare. |
| 7  | Dhaulagiri I  | 24 aprile 1990    | Nuova via in solitaria sulla parete est in sedici ore dal campo base alla vetta. |
| 8  | Annapurna     | 1991              | Via Bonington sulla parete sud, Wielicki era anche capo spedizione. |
|    | Gasherbrum I  | 1992              | Tentativo fallito con una spedizione commerciale polacca di cui era capo spedizione. |
|    | Manaslu       | 29 settembre 1992 | Via normale per la parete nord-est, con Christian Kuntner e Marco Bianchi. |
| 9  | Cho Oyu       | 18 settembre 1993 | Nuova via sul pilastro ovest. Wielicki è anche guida della spedizione polacco-italiana-portoghese. Raggiunge la vetta con Marco Bianchi. |
| 10 | Shisha Pangma | 7 ottobre 1993    | Nuova via in solitaria sulla parete sud. |
|    | K2            | 1995              | Tentativo fallito. |
| 11 | Gasherbrum II | 1995              | Salita per la via normale per lo sperone sud-ovest. |
| 12 | Gasherbrum I  | 15 luglio 1995    | Stessa spedizione del Gasherbrum II. |
| 13 | K2            | 14 agosto 1996    | Via giapponese sulla cresta nord con Christian Kuntner e Marco Bianchi. Wielicki era anche capo spedizione. |
| 14 | Nanga Parbat  | 1996              | Via Kinshoffer in solitaria, per Wielicki si è trattato del suo quattordicesimo ottomila. |
|    | Makalu        | 2001              | Tentativo fallito di salita invernale per le cattive condizioni meteorologiche. Wielicki era anche capo spedizione. |
|    | K2            | 2002              | Tentativo fallito di salita invernale, con la "Winter Polish Expedition K2" di cui era anche capo spedizione. |
|    | Gasherbrum II | 25 luglio 2006    | Salita con Robert Jucha, Paweł Podsiadło, Zbigniew Zimniewicz e Rafał Fronia. |
|    | Nanga Parbat  | 2007              | Tentativo fallito di salita invernale, Wielicki era anche capo spedizione. |

## Altre salite
Nel seguente elenco alcune delle altre salite più significative, oltre agli ottomila:
- Kohe Skhawr (7.116 m) - 9-13 agosto 1977 - Prima salita del pilastro nord-est.[28]
- Picco Ismail Samani (7.495 m) - 1978
- Annapurna Sud (7.219 m) - 1º maggio 1979 - Prima salita della parete ovest.[29]
- Bhagirathi II (6.512 m) - 1988 - Il compagno Jan Nowak perde la vita colpito da una caduta di pietre e Wielicki è ferito gravemente alla colonna vertebrale.